# Apanteles bagicha
Apanteles bagicha är en stekelart som beskrevs av Narayanan och Subba Rao 1961. Apanteles bagicha ingår i släktet Apanteles och familjen bracksteklar. Inga underarter finns listade i Catalogue of Life.